# O Cromo

“Ouviu-se então num realejo, o Hernani, tocado por Verdi. Cristo fugiu para a Itália e refugiou-se em Veneza, fazendo-me sonhar com um príncipe à beira de um lago. Lembrei-me do meu Cromo dos Lenços e voltando à "Flor do Chiado", vi Jesus na vitrine do Novato; era esta muito parecida com a da rua da Imperatriz, aqui, onde eu vi um belo estojo de costura. Sempre que vejo um estojo lembro-me da agulhada no dia do jantar político, que teve uma mesa de doces de arromba, tendo sido muito apreciados os manjares, com as suas formas de pequeninos peitos. A forma do manjar devia de ser mudada, a fim de evitar que o pensamento dos homens parasse no seio das mulheres. Ester. S. Paulo, 4 de setembro de 1887...”

— Carvalho, 1888
O Cromo, cujo subtítulo é Estudo de temperamentos, é um romance naturalista de autoria de Horácio de Carvalho, editado em 1888 no Rio de Janeiro pela tipografia de Carlos Gaspar da Silva, rua da Quitanda, 111 e 118.

## História
Estreou Horácio de Carvalho na literatura com esse livro que hoje está resumido a algumas poucas bibliotecas públicas e coleções particulares. O autor, à época, devia contar com 31 anos. Sua obra foi dedicada aos amigos Joaquim Fernandes de Barros e Rodolfo de Abreu.

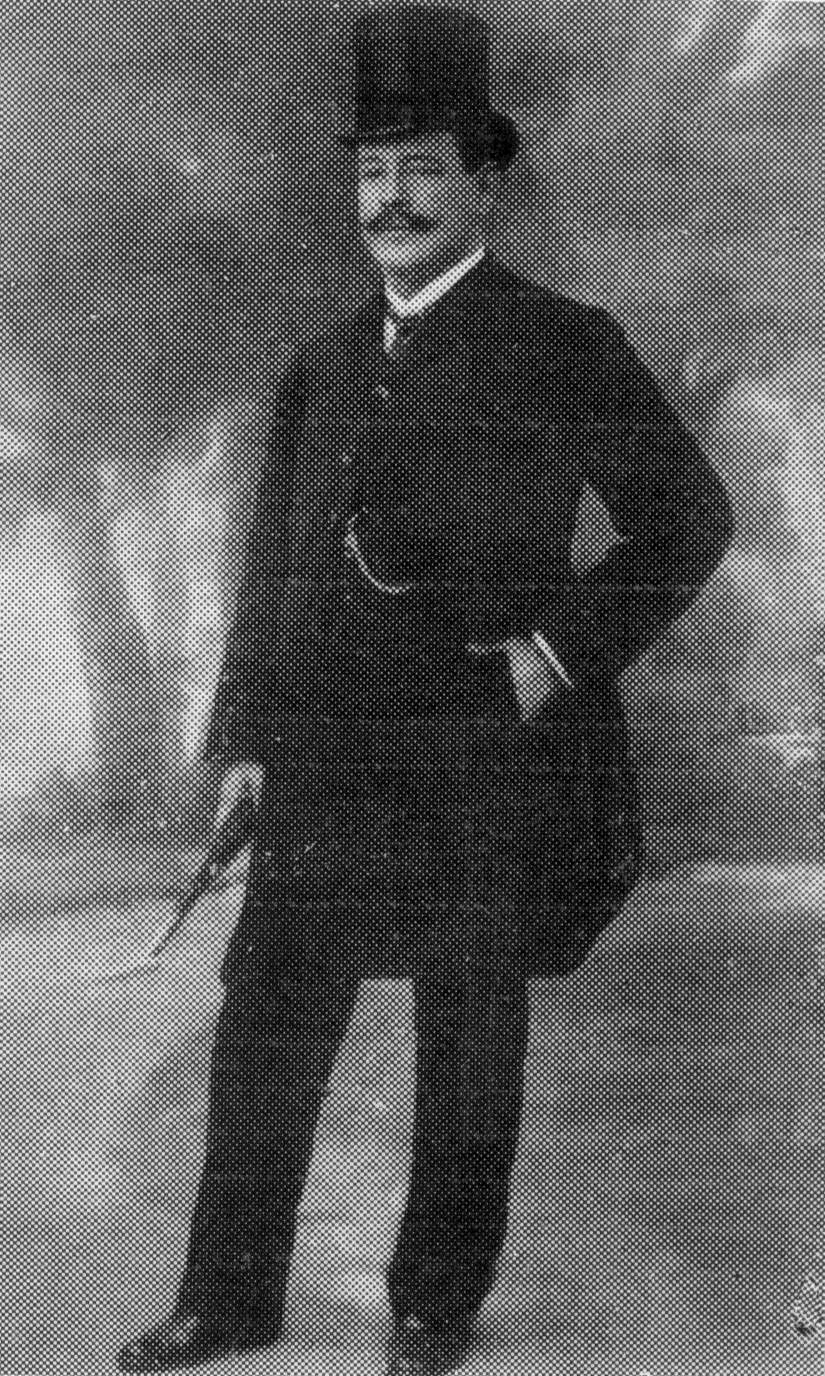
Horácio de Carvalho em Paris (1908).

O renomado crítico literário Sílvio Romero, contemporâneo do autor, em sua História da Literatura Brasileira, volume 5, páginas 253, 345 e 434, considera O Cromo como um dos mais notáveis ensaios de estudos sociais, entre os melhores estreantes do naturalismo puro brasileiro com Júlio Ribeiro, Raul Pompéia, Marques de Carvalho e Aluísio Azevedo.
Afrânio Peixoto, no Panorama da Literatura Brasileira, página 447, registra-o como jornalista, ensaísta, romancista com a publicação de O Cromo, romance realista, Rio de Janeiro, 1888.
A Nova História da Literatura Brasileira do general Liberato Bittencourt, no volume 5, página 321, assim se refere a Horácio de Carvalho: "Insigne prosador e jornalista paulistano (sic), de 60 anos mais ou menos. Seu romance realista O Cromo é de 1888. Publicou depois O Pico das Agulhas Negras. Escritor claro, observador, correto."
Nota-se que há duas incorreções presentes nas duas afirmações precedentes. Tanto a obra é naturalista e não realista, como o autor é mineiro e não paulistano nem paulista.
Já Nelson Werneck Sodré, no seu Naturalismo no Brasil, declara: "O modelo melhor, entretanto deve-se a Horácio de Carvalho, com a figura central de O Cromo, embora o romance não tenha chegado ao nosso tempo. Ele tipifica e fornece o caso exemplar, melhor do que os outros romances, o de Aluísio e o de Júlio Ribeiro, apesar de lhes ser inferior, do ponto de vista literário e do ponto de vista da divulgação. Convém, pois, desvendar a sua estrutura, muito menos conhecida do que a daqueles dois trabalhos da ficção naturalista brasileira."
Há ainda a importância no que concerne ao contexto histórico presente na obra. Wílson Martins, assim como Décio Saes, destaca o momento separatista da então província de São Paulo. No capítulo IX, Carvalho teria aberto um parênteses para afirmar que durante o ano de 1888, São Paulo teria sido marcada por dois grandes problemas: o separatismo e a abolição.
A narrativa se desenvolve em torno da personagem Ester, filha do major Cornélio, 20 anos, culta, inteligente, lindíssima, que estuda piano com professora particular em casa, fala francês, estuda química, física, e matemática com o dr. Lins Teixeira, o médico do lugar. É ele que acompanha a transformação da menina em mulher, e que irá curá-la, valendo-se da hipnose, dos sintomas graves de histeria que diagnostica. E nesse processo, aponta o valor dos símbolos sexuais que marcam os objetos, em destaque o cromo que dá título ao romance, um pequeno quadro desenhado no qual a protagonista imaginava ver um rapaz idêntico ao que tinha visto num baile.
Há notas de pé de página, explicando, em termos biológicos, algumas situações. Há descrições de cenas sexuais, de histeria feminina, crítica social e política, destacando-se a imigração e o abolicionismo, além do separatismo paulista.
Não se verifica até os dias presentes a publicação de uma nova edição, embora os poucos exemplares existentes se encontrem cada vez mais ameaçados de perecimento.
Em 2021, a Universidade de Lisboa (CLEPUL), em parceria com a Editora da UNESP, publicou a segunda edição do romance, esgotado há mais de 130 anos.

## Fonte
- COUTINHO, Afrânio; SOUSA, J. Galante de. Enciclopédia de literatura brasileira. São Paulo: Global.